# Mccril·lisita
La mccril·lisita és un mineral de la classe dels fosfats, que pertany al grup de la gainesita. Rep el nom en honor del difunt degà McCrillis (Quincy, Massachusetts, 8 de febrer de 1931 - 15 de gener de 1989), comerciant de minerals, i al seu fill Philip.

## Característiques
La mccril·lisita és un fosfat de fórmula química NaCs(Be,Li)Zr₂(PO₄)₄·1-2H₂O. Cristal·litza en el sistema tetragonal. La seva duresa a l'escala de Mohs es troba entre 4 i 4,5.
Segons la classificació de Nickel-Strunz, la mccril·lisita pertany a «08.C - Fosfats sense anions addicionals, amb H₂O, amb cations de mida petita i mitjana» juntament amb els següents minerals: fransoletita, parafransoletita, ehrleïta, faheyita, gainesita, selwynita, pahasapaïta, hopeïta, arsenohopeïta, warikahnita, fosfofil·lita, parascholzita, scholzita, keyita, pushcharovskita, prosperita, gengenbachita i parahopeïta.
L'exemplar que va servir per a determinar l'espècie, el que es coneix com a material tipus, es troba conservat al museu Smithsonian.

## Formació i jaciments
Va ser descoberta a la pedrera del mont Mica, situada a la localitat de Paris, al comtat d'Oxford (Maine, Estats Units), tractant-se de l'únic indret de tot el planeta on ha estat descrita aquesta espècie mineral.